# Interceptor

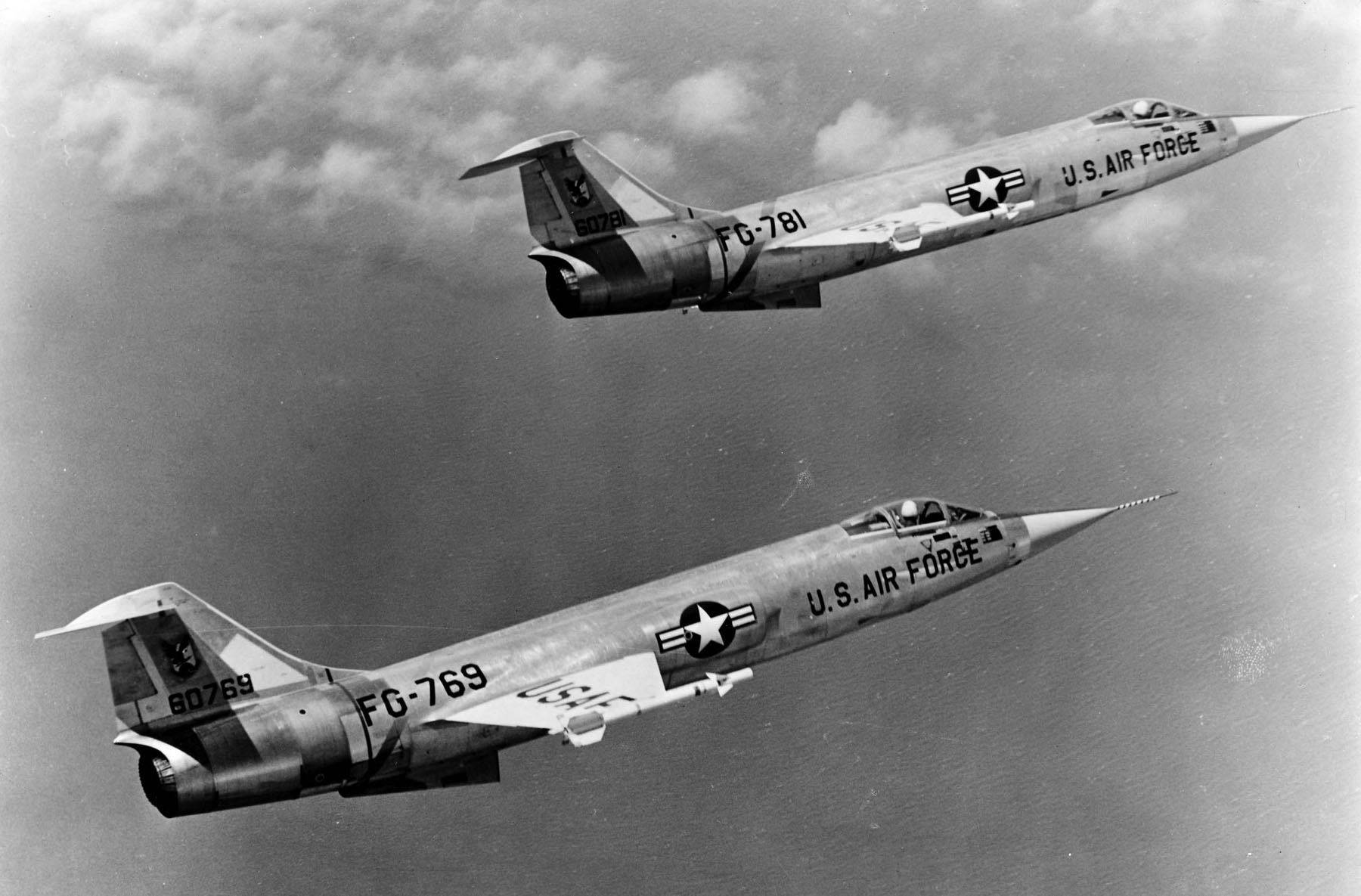
Dos F-104A Starfighter volando en formación, ejemplo de interceptores de las décadas de los 50 y 60.

Un avión interceptor o simplemente interceptor es un tipo de avión de caza diseñado específicamente para interceptar y destruir aviones enemigos, particularmente bombarderos y aviones de reconocimiento, usualmente empleando una elevada velocidad. Estos aparatos fueron creados en un período que empezó justo antes de la Segunda Guerra Mundial, y duró hasta el final de los años 1960, cuando perdieron su objetivo al otorgarse el papel de bombardeo estratégico a los misiles balísticos intercontinentales. No obstante, se continuaron utilizando por países que no pueden construir cazas por sus propios medios hasta el día de hoy, como países de Sudamérica y Oriente Medio.

## Características
El interceptor ideal debe poseer dos características fundamentales: 
- Ser muy veloz.
- Poseer un armamento contundente.

Por lo que se refiere a la autonomía, puede ser aumentada mediante la utilización de tanques auxiliares de combustible.
La dotación de aviónica debe ser completa e integrada: 
- Radar multifunción (navegación, ataque, vigilancia).
- Contramedidas y contra-contramedidas electrónicas.

### Armamento
El armamento de un avión de caza interceptor en el pasado (hasta mediados del siglo XX) lo constituían ametralladoras y cañones de pequeño calibre. Actualmente, el combate aéreo no se desarrolla a corta distancia y es necesario, una vez localizado en el radar de a bordo, derribar el avión enemigo mediante misiles aire-aire. Los cañones y ametralladoras han sido relegados para esta misión, pero siguen en la dotación de los cazabombarderos.

## Historia
Ejemplos de aviones interceptores según la época:
| Época                  | País                          | Nombre                       |
| ---------------------- | ----------------------------- | ---------------------------- |
| Segunda Guerra Mundial | Bandera de Alemania           | Messerschmitt Me 163         |
| Años 50-60             | Bandera de Estados Unidos     | Lockheed F-104 Starfighter   |
| Años 50-60             | Bandera de la Unión Soviética | Sukhoi Su-15                 |
| Años 1970              | Bandera de la Unión Soviética | Mikoyan-Gurevich MiG-25      |
| Años 1970              | Bandera de Estados Unidos     | Grumman F-14 Tomcat          |
| Años 1970              | Bandera de Francia            | Dassault Mirage III          |
| Años 1970-80           | Bandera de Estados Unidos     | McDonnell Douglas F-15 Eagle |
| Años 80                | Bandera de Unión Europea      | Panavia Tornado ADV          |
| Años 80                | Bandera de la Unión Soviética | Mikoyan MiG-31               |

## Diseño
Hay dos clases generales de interceptor: aviones relativamente ligeros construidos para alto rendimiento, y aviones más pesados diseñados para volar por la noche o en condiciones climáticas adversas y operar en intervalos más largos, según se enfaticen diferentes aspectos de rendimiento. Ambos tipos sacrifican capacidad de superioridad aérea en combate con cazas puros. Los interceptores suelen parecer muy impresionantes, siendo capaces de superar en velocidad, trepada y armamento a un caza convencional, pero no en combate cerrado. En los años 1970 su utilidad se vio superpuesta a la de los cazas pesados de superioridad aérea.

### Defensa puntual
Estos interceptores, normalmente de diseño europeo, estaban diseñados para defender objetivos específicos. Su objetivo era ascender rápidamente, destruir los bombarderos que se aproximan, y aterrizar. Un ejemplo extremo es el alemán Bachem Ba 349, propulsado por cohetes.
Ejemplos de interceptores de defensa puntual:
- Messerschmitt Me 163
- English Electric Lightning
- Saab Draken
- Saab Viggen (variante JA 37)
- MiG-21
- F-104 Starfighter

### Defensa de zona

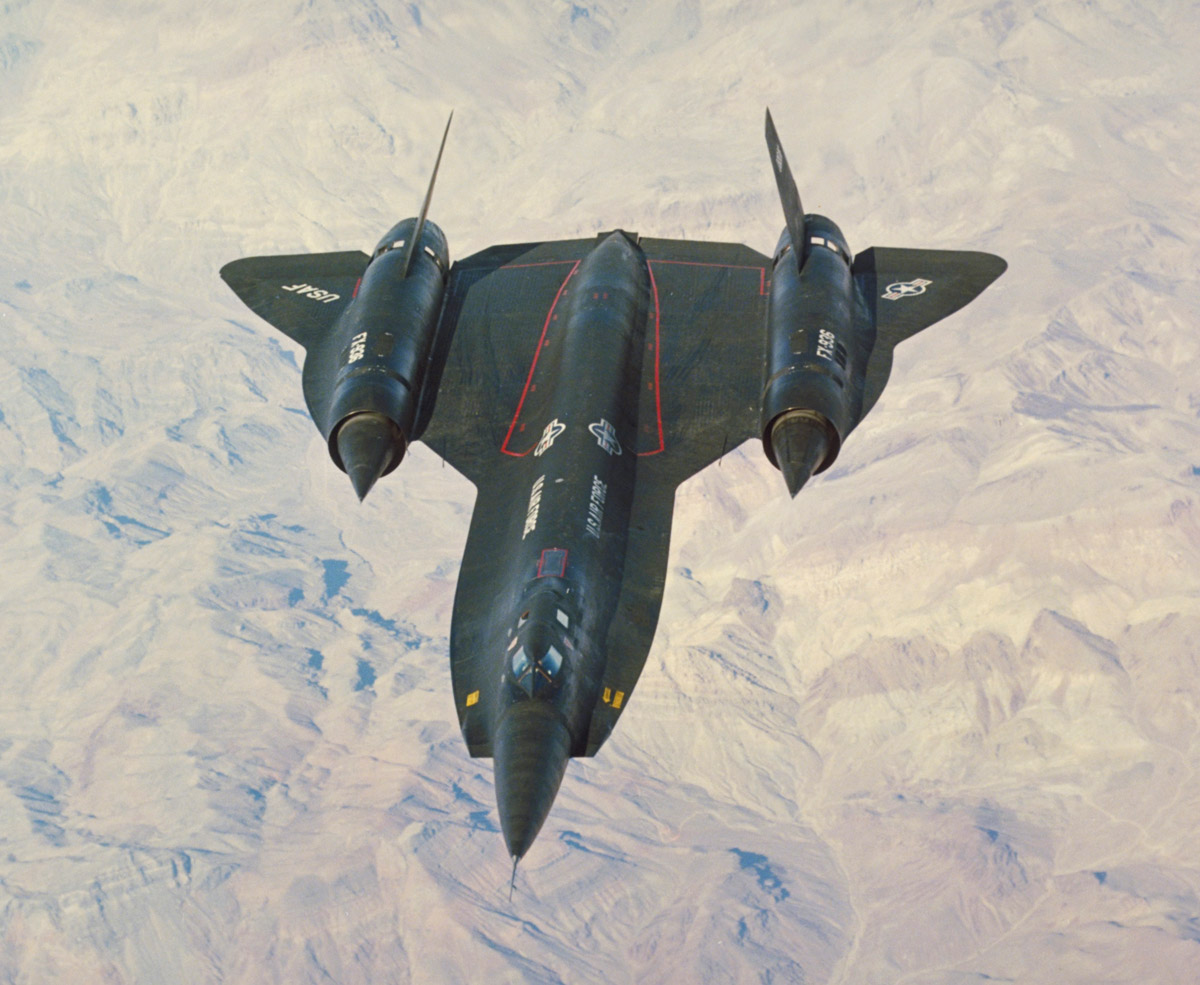
El Lockheed YF-12 fue un prototipo de interceptor que constituyó la base para el avión de reconocimiento SR-71 Blackbird.

Este tipo de interceptor era más usual de las fuerzas aéreas de los Estados Unidos y la Unión Soviética. Su objetivo era defender una extensa área de territorio frente a ataques. Su diseño enfatizaba el alcance, carga bélica de misiles y calidad del radar, más que aceleración o trepada. Usualmente portaban misiles de corto y medio alcance, y no solían tener capacidad de carga de bombas.
Ejemplos de interceptores de defensa de zona:
- F-101B Voodoo
- F-102 Delta Dagger
- F-106 Delta Dart
- F-14 Tomcat
- Lockheed YF-12
- Avro Arrow
- Tornado F3
- MiG-25
- MiG-31
- Sukhoi Su-15
- Tupolev Tu-28
- Yakovlev Yak-28